# Тошев, Довуджон Бахтиёрович
Довуджон Бахтиёрович Тошев (род. 1 октября 2000) — российский борец греко-римского стиля, чемпион VIII летней Спартакиады учащихся России, чемпион (2022), серебряный (2024) и бронзовый (2021) призёр чемпионатов России, мастер спорта России (2018). Начал заниматься борьбой в пять лет в Таджикистане. В 2011 году семья переехала в Санкт-Петербург. В 2018 году в Коуволе (Финляндия) стал серебряным призёром турнира Германа Каре, а на следующий год — бронзовым призёром этого турнира. На чемпионате России 2021 года в Ростове-на-Дону Тошев стал бронзовым призёром.

## Спортивные результаты
- Чемпионат России по греко-римской борьбе 2021 — ;
- Чемпионат России по греко-римской борьбе 2022 — ;
- Чемпионат России по греко-римской борьбе 2024 —
- Кубок России по греко-римской борьбе 2024 — ;
- Чемпионат России по греко-римской борьбе 2025 — ;